# Szepesi Balázs
Szepesi Balázs (Szekszárd, 1974. április 5. – ) - közgazdász, szociológus, a politikatudomány doktora (PhD). A Mathias Corvinus Collegium Közgazdasági Iskolájának és Vállalkozáskutatási Műhelyének vezetője. Karrierje során elemzőként, kormánytisztviselőként és tanárként dolgozott. Elemző pályája során gazdaságpolitikai és közpolitikai elemzéseket készített - többek között a vállalkozásokról, versenyképességről, fejlesztéspolitikáról, regionális politikáról, közpolitikai módszertani kérdésekről.

## Tanulmányai
Tanulmányait a szekszárdi Garay János Gimnáziumban, a Budapesti Közgazdaságtudományi Egyetemen és a Central European University-n végezte. A Rajk Szakkollégium tagja volt.

## Szakmai pályafutása

### Oktatói tevékenysége
A Mathias Corvinus Collegium Közgazdasági Iskolájának vezetője és oktatója. A Rajk Szakkollégium állandó tanára, a Széchenyi István Szakkollégium patrónus tanára, többször tanított a Debreceni Közgazdász Szakkollégiumban. Kurzusainak fő témái: intézményi közgazdaságtan, politikai gazdaságtan, közpolitika-alkotás és -elemzés, vállalkozások közgazdaságtana, esszéírás.

### Kutatói pályafutása
A Mathias Corvinus Collegium Közgazdasági Iskolájának és Vállalkozáskutatási Műhelyének vezetője 2020 óta. A műhely több kutatásának vezetője, a legfrissebb befejezett keze alatt futó projekt "A koronavírus-járvány hatása a magyar vállalkozásra" című kutatás volt (2021). Alapítója a Hétfa Kutatóintézetnek (2009). Ő volt a Jelentés a Magyarországi Kapitalizmus Állapotáról című könyvhöz vezető kutatás (2009) vezetője. Számos, a versenyképességgel, a hazai vállalkozások működésével foglalkozó tudományos közlemény szerzője. Alapítója és főszerkesztője az Összkép Magazinnak.

### Igazgatási pályafutása
Gazdaságfejlesztésért felelős helyettes államtitkárként (2018-2020) az Innovációs és Technológiai Minisztérium vállalkozáspolitikai tevékenységét irányította, vezette a kormány kis- és középvállalkozásokat megerősítő stratégiájának kidolgozását. A Nemzetgazdasági Minisztérium Parlamenti és Stratégiai Államtitkárának kabinetfőnökeként (2010-2012) gazdaságpolitikai eredményekkel és versenyképességi programokkal foglalkozott, az adminisztrációcsökkentésre fókuszáló Egyszerű Állam Program kidolgozását vezette. Korábban főosztályvezetőként (2004-2006), referensként (1999-2000) az uniós fejlesztési forrásokra épülő programok kidolgozását támogató elemzéseket készített.